# 1947 في نيوزيلندا
فيما يلي قوائم الأحداث التي وقعت خلال عام 1947 في نيوزيلندا.

## سياسة

### تعيين في المنصب
- 1 يناير – جورج السادس ملك المملكة المتحدة monarch of New Zealand ‏.

## مواليد

### أبريل
- 15 أبريل – أوني بارون لاعب كرة مضرب نيوزيلندي.
- 30 أبريل – إليزابيث هاوثورن ممثلة نيوزيلندية.

### مايو
- 6 مايو – ألان دال
- 10 مايو – باربرا كوكس لاعبة كرة قدم نيوزيلندية.

### يوليو
- 18 يوليو – أندي أندرسون ممثل نيوزيلندي.

## وفيات

### يناير
- 1 يناير – فرانك هولمز (مواليد 1874)

### فبراير
- 10 فبراير – فينتر هال (مواليد 1872) ممثل نيوزيلندي.